# Amargar
Amargar war der Titel eines Ziviladministrators in Persien.
Amargar ist ein mitteliranisches Wort (mittelpersisch 𐭠𐭬𐭠𐭫𐭪𐭫𐭩 / 𐭧𐭬𐭠𐭫𐭪𐭫𐭩 ʾmʾlkly / hmʾlkly āmārgar [Inschriftliche Pahlavi], früher *hammārgar, parthisch 𐭀𐭇𐭌𐭓𐭊𐭓 / 𐭀𐭄𐭌𐭓𐭊𐭓 ʾḥmrkr / ʾhmrkr [Inschriftliche Parthisch]). Auf den sassanidischen Siegel wurde der Titel oft als Monogramme geschrieben. Der mittelpersische Titel stammt vom (rekonstruierten) altpersischen *hammāra-kara- („Hamarakara“) ab.
Im Sassanidenreich kümmerten sich die Amargars um Finanzen und Steuer sowie Immobilienbewertung und waren wichtig für die Verwaltung der Provinzen. Die Amargars waren für eine Stadt, zwei Städte, drei Städte, eine ganze Provinz (z. B. Kirman, Pars, Asorestan) oder eine ganze Region (der kust von Adurbadagan) zuständig. Der Ērān-āmārgar war für das ganze Reich zuständig, Arthur Christensen zufolge war er Stellvertreter des Wuzurg-Framadars.